# Sybil-Attacke
Als Sybil-Attacke bezeichnet man in der Computersicherheit eine Attacke auf Peer-to-Peer-Netzwerke durch die Erstellung falscher Identitäten. Die Attacke kann etwa darauf abzielen, Mehrheitsabstimmungen und die Netzwerk-Organisation zu beeinflussen, das Netzwerk gezielt zu verlangsamen, die Vernetzung im Netzwerk zu stören, oder etwa Kommunikation zwischen anderen Peers abzuhören.
Der Name stammt aus dem Buch Sybil von Flora Rheta Schreiber aus dem Jahre 1973, in welchem der Fall einer Frau mit dissoziativer Identitätsstörung beschrieben wird. Vorgeschlagen wurde die Bezeichnung von einem Mitarbeiter von Microsoft Research, Brian Zill.
Ein Beispiel für eine Sybil-Attacke auf ein P2P-Netzwerk ist für das Tor-Netzwerk dokumentiert.

## Funktionsweise
Ein Angreifer erstellt oder stiehlt eine große Anzahl an Pseudonymen und kann somit wie mehrere verschiedene Peers erscheinen. Damit erlangt der Angreifer einen überproportional großen Einfluss in dem Netzwerk. Die Anfälligkeit von Systemen für Sybil-Attacken hängt von verschiedenen Eigenschaften ab, etwa davon, wie einfach Identitäten generiert werden können, sowie davon, welche Mitwirkungsmöglichkeiten Teilnehmer haben, die kein oder ein nur begrenztes Vertrauen anderer vertrauenswürdiger Teilnehmer vorweisen können.
Als Sybil-frei (engl. Sybil-free) werden Systeme bezeichnet, in welchen die Abwesenheit von Teilnehmern mit Sybil-Identitäten garantiert werden kann.

## Prävention
Sybil-Attacken können etwa mittels zentraler Zertifizierungs- beziehungsweise Authentifizierungsinstanzen verhindert werden, was allerdings unter Umständen auf Kosten eventuell gewünschter Anonymität in solchen Systemen geht. Außerdem gibt es Ansätze, Sybil-Attacken zumindest bis zu einem gewissen Maß vorzubeugen, indem die Vernetzung in sozialen Graphen ausgenutzt wird.